# Taiheiki
Das Taiheiki (jap. 太平記, dt. „Geschichte des großen Friedens“) ist ein japanisches historisches Epos (siehe Gunki Monogatari), geschrieben im späten 14. Jahrhundert. Es befasst sich hauptsächlich mit der Namboku-Zeit (1336 bis 1392), der Zeit der politischen Auseinandersetzung zwischen dem „Nordhof“ unter Vorherrschaft von Ashikaga Takauji in Kyōto und dem Südlichen Kaiserhof des Kaisers Go-Daigo in Yoshino.

## Überblick
Es lässt sich nicht mit Sicherheit sagen, wer der Verfasser des Taiheiki war. Das Werk „Gründliche Untersuchung des Taiheiki“ von 1470 nennt den Priester Genne-hōshi als Verfasser und den Mönch Nōrin als Vollender. Dem widerspricht eine Tagebuchnotiz von Tōin Kisada von 1374, die den Mönch Kojima als Verfasser des Taiheiki bezeichnet. Das Werk trug zunächst den Namen Yūrai-ki („Geschichte der Ursachen von Sicherheit und Gefahr“), dann hieß es Kokka Chiran-ki („Geschichte des Friedens und der Unruhen im Staat“), hierauf Kokka Taiheiki und letztlich schlicht Taiheiki.
Die neueste englischsprachige Übersetzung besteht aus 12 Kapiteln des aus 40 Kapiteln bestehenden Epos und umfasst die Zeit von Go-Daigos Thronbesteigung 1318, über seinen Fall und seine Verbannung 1333 bis zu seiner Rückkehr nach Kyōto 1338.
Go-Daigo versuchte im Gegensatz zu vielen vorherigen Kaisern sich der Macht der Shogune zu entziehen und nicht nur nominell, sondern tatsächlich zu herrschen. Damit begann eine Reihe militärischer und politischer Auseinandersetzungen mit den Fujiwara, die die Herrschaft des von ihnen dominierten Shoguns erhalten wollten. Die Schlachten, politischen Manöver und anderen Entwicklungen dieser Zeit werden im Taiheiki behandelt.
Wie die meisten japanischen historischen Epen ist die Tendenz des Taiheiki zur Dramatisierung und Übertreibung bekannt. Der Text wird jedoch als im Wesentlichen wahrheitsgemäß angesehen. Er ist eine Quelle zu vielen der Krieger und Schlachten dieser Zeit und dokumentiert auch Teile des Falls des mächtigen und historisch bedeutsamen Hōjō-Klans.

## Ausgaben
- Helen Craig McCullough: Taiheiki a Chronicle of Medieval Japan. Columbia University Press, New York, 1959.